# Cross Bronx Expressway
Pour les articles homonymes, voir CBX.

Carte de la Cross Bronx Expressway.

La Cross Bronx Expressway (CBX) est une voie de circulation importante de l'arrondissement du Bronx à New York.

## Situation et accès
La Cross Bronx Expressway commence à l'extrémité est du pont Alexander Hamilton près du quartier de Morris Heights (en) et se termine à Throgs Neck, à l'intersection avec l'Interstate 295,

## Origine du nom
Elle porte ce nom car elle traverse le Bronx.

## Historique
Elle a été construite entre 1948 et 1972, et traverse le Bronx d'est en ouest. C'est la première voie expresse construite dans un environnement urbain très peuplé; le coût initial était estimé à 17 millions de dollars en 1941, mais de nombreux ouvrages ont fortement augmenté les dépenses de construction. Le trafic est d'environ 160 000 véhicules par jour. 

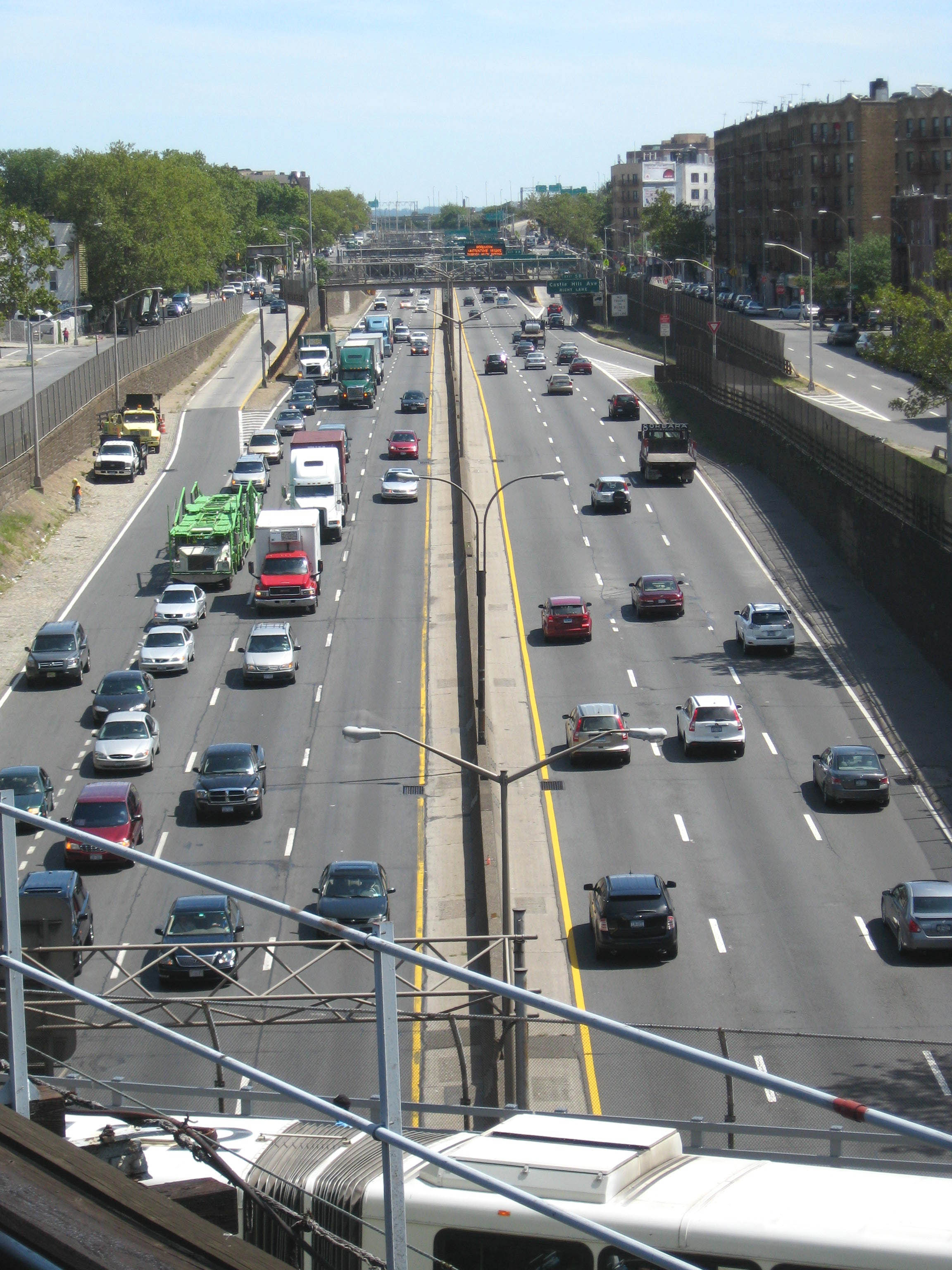
La Cross Bronx Expressway en 2008.